# Necrobarista
『Necrobarista』（ネクロバリスタ）は、オーストラリアのインディーゲームスタジオRoute 59が開発したビジュアルノベル。追加シナリオなどの新規要素を含むバージョンは『ネクロバリスタ: 最期の一杯』（英：Necrobarista - Final Pour -）のタイトルで発売されている。

## 概要
オーストラリアのメルボルンの町カールトンにある架空のカフェ「ターミナル（The Terminal）」を舞台とする物語。このカフェは生者と死者がともに訪れる特異な場所で、死者が死後の世界へ渡るまでの時間を過ごす停留所にもなっている。こうした環境の中で、バリスタの女性マディと仲間たちのやり取りを中心とした、生と死にまつわる群像劇が展開される。
従来のビジュアルノベルは2Dグラフィックを用いたものが多いが、本作は3Dアニメを多用している。また、台詞などのテキストは従来作品のように表示位置が固定されておらず、場面ごとに様々な場所に表示される。

## システム
本作には、一般のビジュアルノベルのようなシナリオ分岐はない。表示テキストの一部の単語は色違いになっており、これをチェックするとその単語に関する補足情報が表示される。
物語の区切りとなる場面では、ターミナルの内部を1人称視点で歩き回ることができるパートが挿入される。店内の特定の場所を調べると、ターミナルの人々に関する「記憶」（テキストのみのサイドストーリー）を閲覧できる。ただし、ソフトの通常版では、それまでチェックした単語のいくつかを指定することが閲覧解除の条件になっている。『最期の一杯』ではこの解除の仕様がなくなり、すぐに閲覧できる。
発売後の追加シナリオとして、第1弾「Walking to the Sky」と第2弾「Devil's Den」が無料配信された（『最期の一杯』には初めから収録されている）。前述の1人称視点パートで関連人物をチェックすることで各シナリオに移行する。シナリオの内容は本編と完全に独立している。

## 世界観
前述のようにターミナルには生者と死者が訪れ、両者は外見では見分けがつかない。
死者がターミナルに滞在できるのは24時間までとされているが、実際にはそのルールは厳守されていない。作中世界では時間の売買や交換が可能で、他から時間を得ることができればより長く滞在できる。また、ターミナル側の温情によってルール違反を見逃す場合もあるが、この際、超過した時間は店側の「負債」という扱いになる。
作中では「死の評議会」と呼ばれる組織がある。これは死についての中立性を監視するもので、滞在時間を超過した死者の追跡やターミナルに対しての「負債」の取り立てを行う。なお、評議会メンバー自身も死者であるが、組織からの永続的な束縛を受けることと引き換えに滞在を許されている。

## 登場人物
マディ・シャオ (Maddy Xiāo)
ターミナルのオーナーの女性。27歳。赤色のアンダーリムの眼鏡をかけている。後述のネッドからはマデライン（Madeline）と呼ばれることもある。
コーヒーで客をもてなし、時に話し相手として親身に接する。一方で、作中で違法とされているネクロマンシーに関心を持つ一面もある。
チェイ・ウー (Chay Wu)
ターミナルの元オーナーの男性。後述のキシャンいわく40代ほどの見た目だがネクロマンシーの実験により200年以上存在しており、マディからは冗談半分で「じいや（old man）」とも呼ばれる。
オーナーの座をマディに譲った後もターミナルで仕事を続け、マディを叱咤激励する。過去には逃亡中のサキュバスを匿い短期間の愛を育んだというエピソードを持つ。
アシュリー (Ashley Capek)
ターミナルに居ついている少女。13歳。右腕が機械の義腕で、本人はそれを気に入っている。
自他共に認める天才肌で、ロボット作りの技術に長けている。天真爛漫さで周囲を振り回すトラブルメーカーの一面もある。コーヒーを常飲しているが、時にカフェイン・クラッシュ（体内のカフェインが切れた時に発生する猛烈なだるさや眠気等の症状）を引き起こす。
キシャン (Kishan)
死亡後にターミナルにやってきた男性。生前はメルボルンの町コリングウッドに住んでいた。
家族やボーイフレンドなどのことを気にかけ、残された時間の中でなすべきことについて葛藤を続ける。
物語中盤では、滞在時間を賭け、テーブルに手のひらをついて行うナイフゲーム（ファイブフィンガーフィレット）でマディと対決する。
ネッド・ケリー (Ned Kelly)
「死の評議会」に所属する男性。164歳。鉄製のヘルメットで頭部が覆われており、飲み物はストローを用いてヘルメットの目出し部分から飲む。
生前に盗賊行為を働いていたことへの贖罪意識を抱えながら職務を遂行する。チェイとは100年以上の友人関係にあり、「負債」を巡りマディと対立する際にはチェイに免じて返済を猶予している。
テュアン (Tuan)
ターミナルの常連客の少年。16歳。「Walking to the Sky」の主要人物の一人。
後述のハンナによるターミナルの酒類ボトルの強奪計画に付き合わされる。内気な性格。バルサ材の模型飛行機やフォール・アウト・ボーイなどのエモバンドに詳しい。
「Walking to the Sky」ではハンナとの出会いについて描かれ、ハンナがターミナルの店内で無くした指輪を共に探すうちに親密になる。
ハンナ (Hannah)
テュアンと共にターミナルを訪れる少女。16歳。「Walking to the Sky」の主要人物の一人。
人間観察を趣味とする一方で、自分のことを話しすぎて自己嫌悪に陥ることもある。ゴスにはまっていた時期があり、前述の指輪をはめていたのもその影響。
「Walking to the Sky」の終盤では、白血病の治療により髪が抜け落ちたためウィッグをかぶっていることを告白する。
サマンサ (Samantha)
仕事でメルボルンを訪れている女性。32歳。かつてはパブ「ホリック（Holic）」でホステスとして半年間働いていた。「Devil's Den」の主要人物の一人。
飲み物を提供する仕事をしているマディに親近感を抱き、客のことを詮索しない姿勢を気に入っている。プレミアムジンを好んで飲む。
「Devil's Den」では、ホリックにいた頃の回想シーンを中心に、元上司のナカモトとの軋轢やナカモトの部下キヨシ（Kiyoshi）との深い恋仲について描かれる。
タロウ・ナカモト (Taro Nakamoto)
ホリックのオーナーを務める男性。裏ではヤクザ組織の長として部下を束ねている。「Devil's Den」の主要人物の一人。
物語本編では、序盤で挿入されるAMV風の映像内の1カットのみ登場する。
「Devil's Den」では、サマンサを含む女性従業員をいびることで愉悦に浸る非道な態度を見せる。
ケプラー (Kepler) / ヤコビ (Jacobi) / ラブレース (Lovelace)
アシュリーが創ったアシュリング（Ashling、カニ型のロボット）のトリオ。物語の節目ごとに現れて狂言回し的な会話を行う。
『最期の一杯』では、これら3体の表面に顔などを描くことができる「落書きモード」が追加されている。

## 開発
本作の企画はディレクターのKevin Chenが発案し、彼と同じ学校でUnityのクラスを受講していたNgoc VuとJoe Liu、そしてインターネット上のビジュアルノベルフォーラムで出会ったJustin Kuiperがそれぞれリードアーティスト、3Dアーティスト、シナリオライターとして開発に参加した。
舞台となるカフェがあるメルボルンは実際にカフェやコーヒーの文化が根付いており、また、開発元のRoute 59の所在地でもある。開発メンバーは、小さいチームによる開発で大きな舞台を扱うのは難しいとの考えから舞台を一つの建物に絞り、メルボルンの実在のカフェ「Krimper Cafe」をモデルとした。
前述のように本作はテキスト表示の仕方が他のビジュアルノベルに比べ特徴的で、フォントの種類、パラグラフ（文章のひとかたまり）を区切る場所、表示する際のエフェクトにもこだわりがある。リードアーティストのVuは、ゲームの面白さだけでなく文章が綺麗だと思ってほしいとし、テキストが美しいビジュアルノベル作品の例として『ファタモルガーナの館』と『Quartett!』を挙げている。
開発メンバーは日本のアニメや漫画に対する愛情を共有しており、それが作品内容に反映されている。特に映像表現については『魔法少女まどか☆マギカ』や『〈物語〉シリーズ』などシャフトが手掛けたアニメ作品の影響があり、最小限のアニメーションを用いて表現する手法や、登場人物ではなく物体を強調することで物語を伝える視覚表現に触発されている。前述の作品で監督を務めた新房昭之について、ディレクターのChenは「私が本当に尊敬する非常にユニークな編集スタイルを持っている」と評している。

## 受賞
- TGS 2017 ファミ通賞,ゲームの電撃アワード,4Gamerアワード インディー部門 ノミネート[7][8][9]
- Freeplay Independent Games Festival（英語版） 2019 「Excellence in Visual Art」受賞[10]
- IND13 Awards 2020 「Best Writing」ノミネート[11]
- Golden Joystick Awards 2020 「Best Indie Game」ノミネート[12]
- Australian Game Developer Awards 2020 「Best Art」受賞[13]、「Best Narrative」「Game of the Year」ノミネート[14]